# Heilige bron

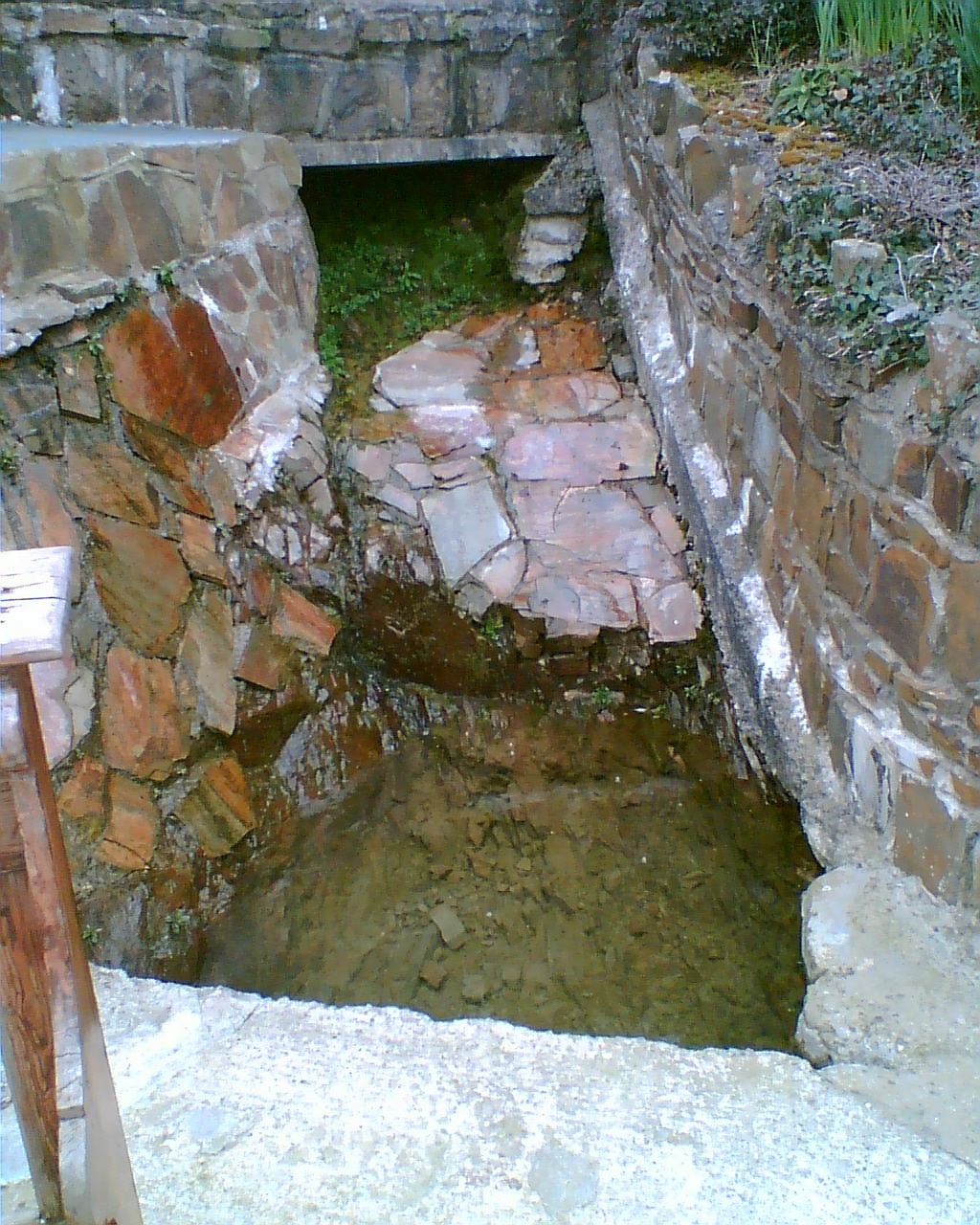
Bron van de heilige Brigida bij Buttevant, County Cork, Ierland

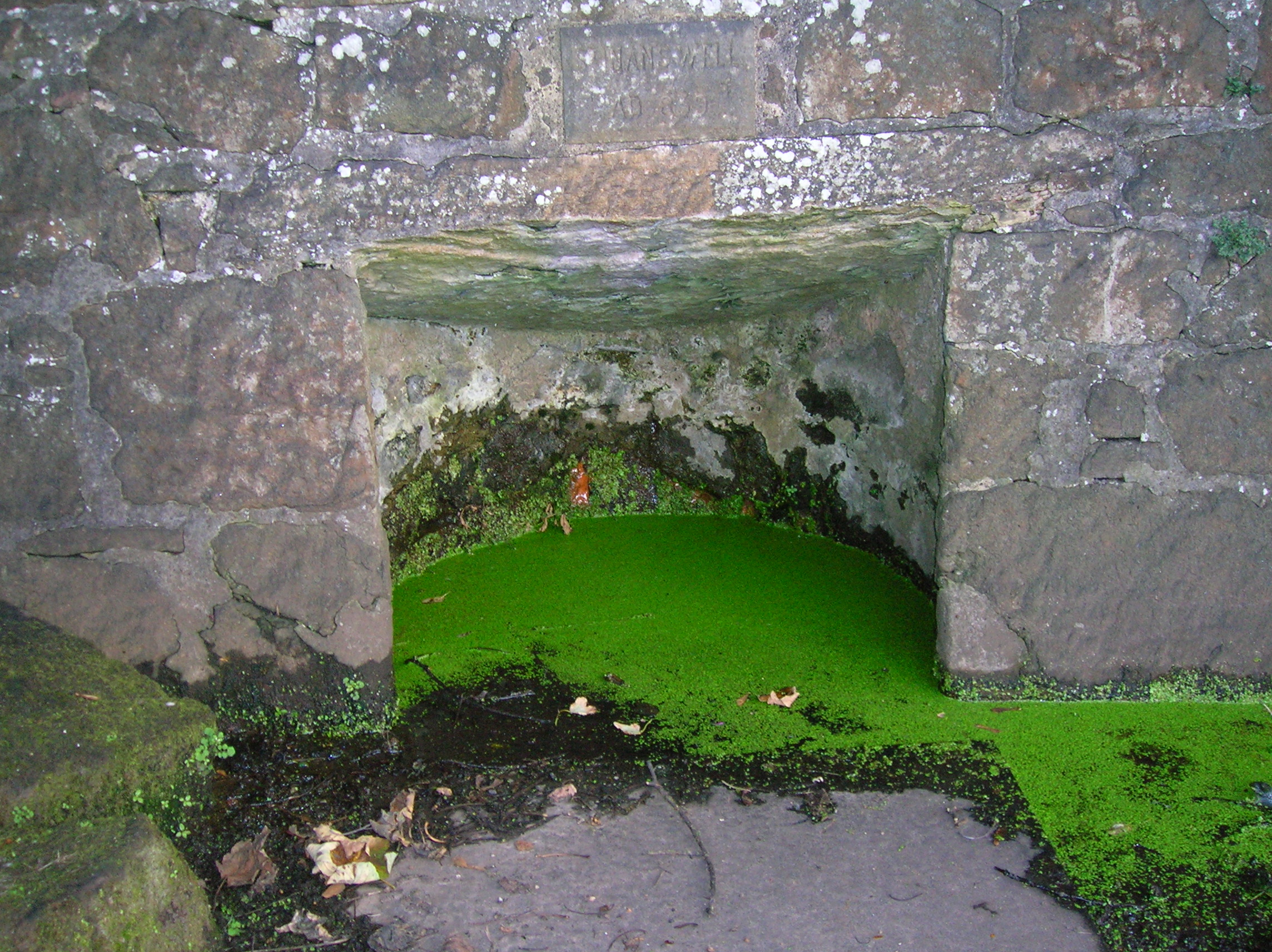
Bron van Sint Inan te Irvine, Schotland

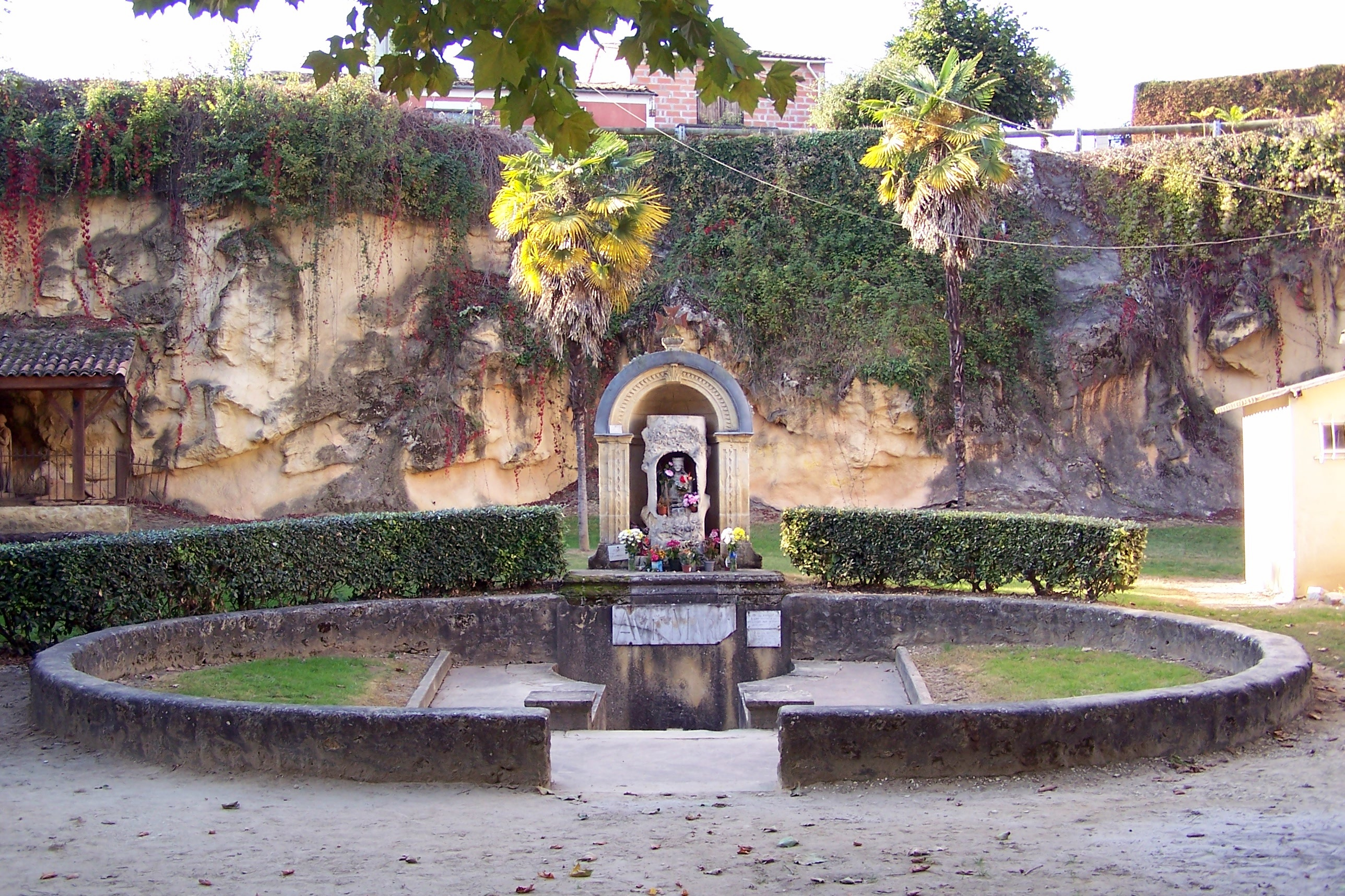
Heilige bron van Verdelais, Frankrijk

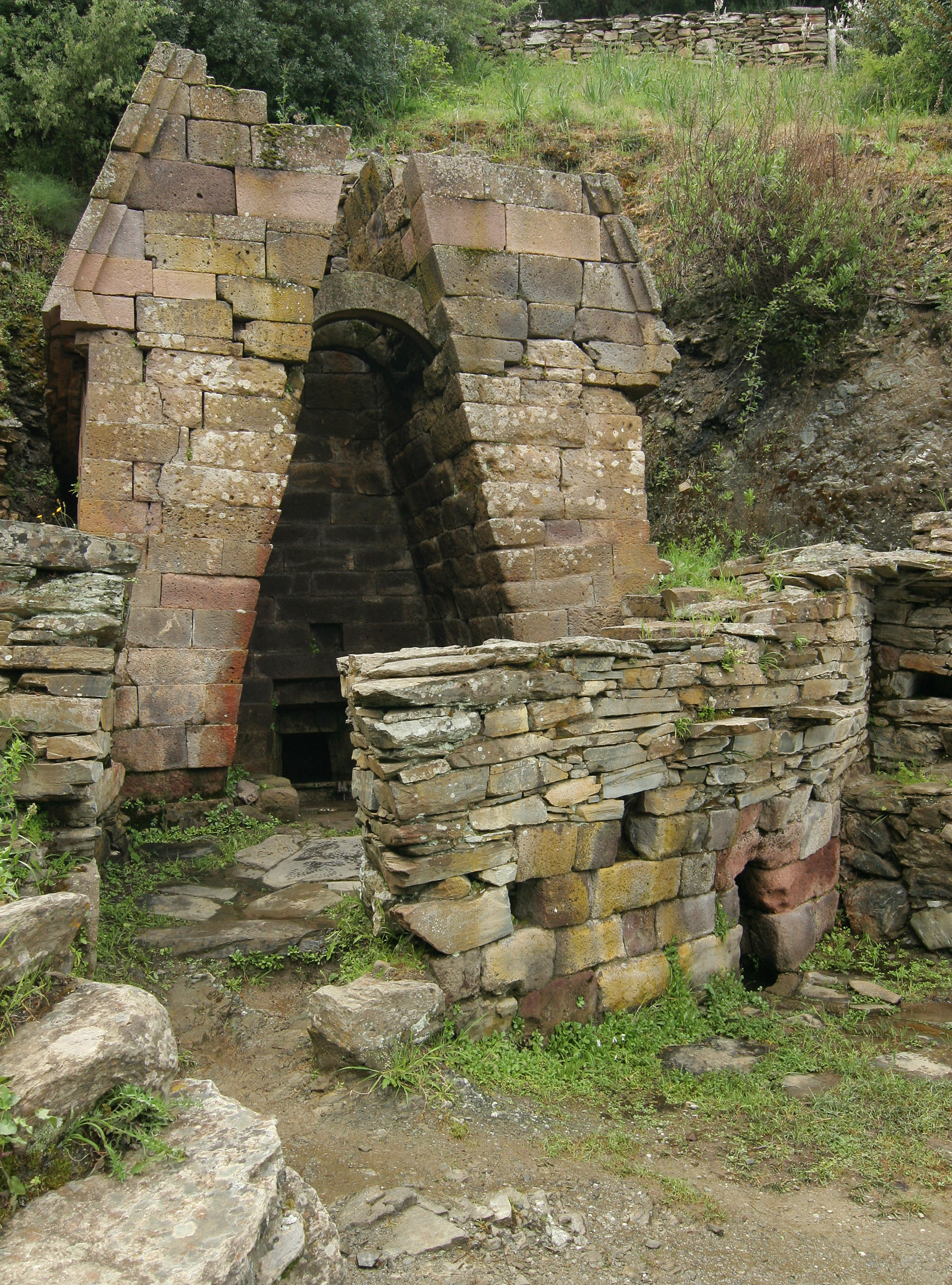
De bron Su Tempiesu te Orune, Sardinië

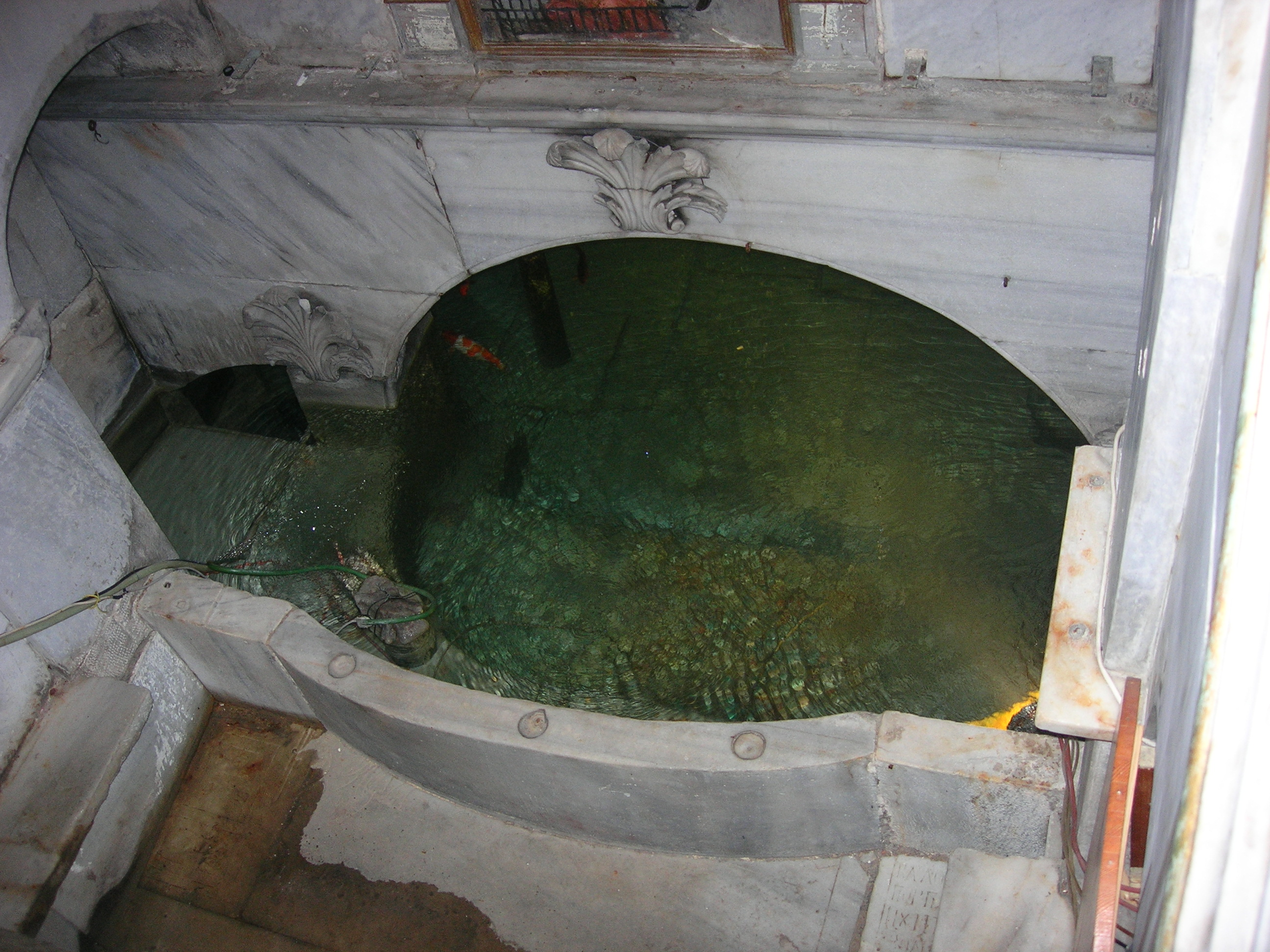
Mariabron te Istanboel

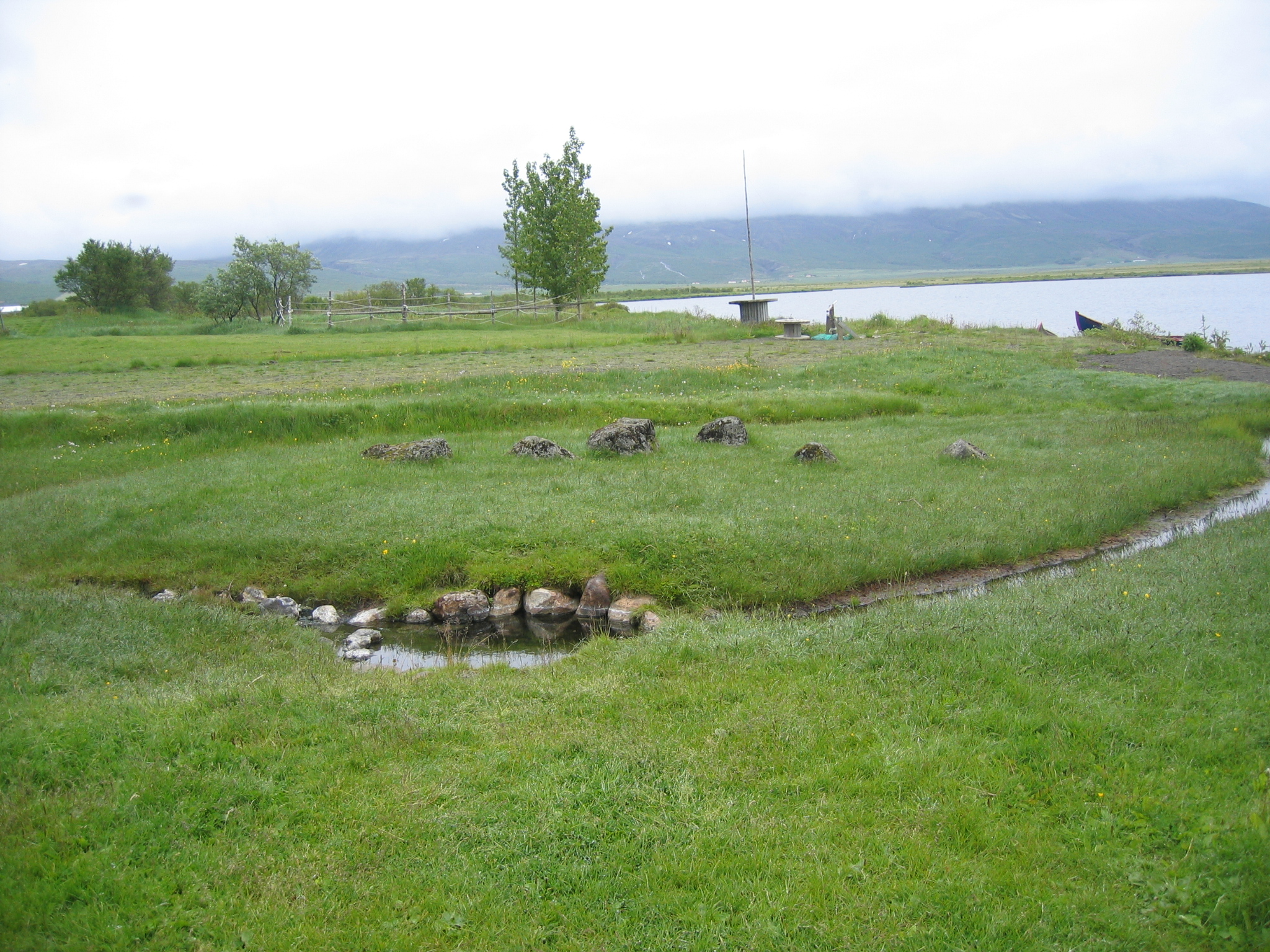
Heilige bron bij het meer van Laugarvatn, IJsland

Een heilige bron is een waterbron die als heilig geldt en waaraan wel een geneeskrachtige werking wordt toegeschreven voor wie erin baadt of ervan drinkt.

## Prehistorie
Vondsten van stenen altaren nabij een bron en van gebruiksvoorwerpen, kennelijk als offergaven, duiden erop dat er al in het neolithicum heilige bronnen waren, waaromheen een animistische cultus bestond.
In Ierland bestaat sinds de bronstijd een Keltische traditie rond heilige bronnen, zoals blijkt uit munten en gebruiksvoorwerpen die in de buurt ervan als offergaven gevonden zijn. Nu nog zijn er 3000 heilige bronnen in Ierland, meer dan waar ook. Ook in Wales zijn er honderden heilige bronnen.

## Bijbel
De Bijbel vermeldt de bron bij de Neboberg die uit een rots ontsprongen zou zijn na een slag van de staf van Mozes. Ook de bron te Beër Sjeva van aartsvader Abraham staat vermeld in Genesis 21.

## Oudheid
In het oude Griekenland heette het bouwwerk rond een heilige bron en gewijd aan de nymfen die geacht werden erin te huizen, een nymphaion, νυμφαίον. De Romeinen duidden heilige bronnen aan als nymphaeum.

## Kerstening
Bij de verspreiding van het christendom zijn de heilige bronnen dikwijls aan een heilige gewijd. Zo werden in Duitsland veel heilige bronnen aan de heilige Ulrich van Augsburg gewijd en Ulrichsbrunnen genoemd.

## Turkije
In Turkije zijn nog heilige bronnen uit de Byzantijnse tijd overgebleven. Ze heten in het Turks ayazma van het Griekse ἁγίασμα, hagiasma, letterlijk heiligheid. Voorbeelden zijn twee aan de heilige Maria gewijde bronnen in Istanboel.

## Protestantisme
Het protestantisme wees heiligenverering af en zo vervielen heilige bronnen in protestantse streken.

## Verspreiding
In Frankrijk zijn er honderden heilige bronnen, vooral in landelijke streken. Dikwijls bevestigen mensen linten aan een boom bij de heilige bron.
Vroeger was het gebruikelijk om de omgeving van de bron met bloemen te tooien. Er zou een verband bestaan met de koortsboom en met de boomheiligdommen.
Ook in Rusland komen heilige bronnen voor.